# Interlands Welsh voetbalelftal 1990-1999
Deze pagina toont een chronologisch en gedetailleerd overzicht van de interlands die het Welsh voetbalelftal speelde in de periode 1990 – 1999.

## Interlands

### 1990
|                                                                       |                   |       |       |                                                                              |
| 28 maart Vriendschappelijk № 422 «onderlinge duels» 15:00 uur (UTC+1) | Ierland           | 1 – 0 | Wales | Lansdowne Road, Dublin Toeschouwers: 41.350 Scheidsrechter: Allan Gunn (ENG) |
| 28 maart Vriendschappelijk № 422 «onderlinge duels» 15:00 uur (UTC+1) | Bernie Slaven 88' |       |       | Lansdowne Road, Dublin Toeschouwers: 41.350 Scheidsrechter: Allan Gunn (ENG) |

|                                                                       |                                                                       |       |                                     |                                                                                    |
| 25 april Vriendschappelijk № 423 «onderlinge duels» 19:00 uur (UTC+2) | Zweden                                                                | 4 – 2 | Wales                               | Råsundastadion, Stockholm Toeschouwers: 13.981 Scheidsrechter: Simo Ruokonen (FIN) |
| 25 april Vriendschappelijk № 423 «onderlinge duels» 19:00 uur (UTC+2) | Tomas Brolin 19' Tomas Brolin 25' Klas Ingesson 54' Klas Ingesson 73' |       | 14' Dean Saunders 59' Dean Saunders | Råsundastadion, Stockholm Toeschouwers: 13.981 Scheidsrechter: Simo Ruokonen (FIN) |

|                                                                     |                   |       |            |                                                                               |
| 20 mei Vriendschappelijk № 424 «onderlinge duels» 15:00 uur (UTC+1) | Wales             | 1 – 0 | Costa Rica | Ninian Park, Cardiff Toeschouwers: 5.977 Scheidsrechter: Arturo Martino (SUI) |
| 20 mei Vriendschappelijk № 424 «onderlinge duels» 15:00 uur (UTC+1) | Dean Saunders 10' |       |            | Ninian Park, Cardiff Toeschouwers: 5.977 Scheidsrechter: Arturo Martino (SUI) |

|                                                                           |                   |       |       |                                                                        |
| 11 september Vriendschappelijk № 425 «onderlinge duels» 19:00 uur (UTC+2) | Denemarken        | 1 – 0 | Wales | Parken, Kopenhagen Toeschouwers: 8.700 Scheidsrechter: Esa Palsi (FIN) |
| 11 september Vriendschappelijk № 425 «onderlinge duels» 19:00 uur (UTC+2) | Brian Laudrup 64' |       |       | Parken, Kopenhagen Toeschouwers: 8.700 Scheidsrechter: Esa Palsi (FIN) |

|                                                                            |                                                |       |                    |                                                                                          |
| 17 oktober EK 1992 kwalificatie № 426 «onderlinge duels» 19:30 uur (UTC+1) | Wales                                          | 3 – 1 | België             | Cardiff Arms Park, Cardiff Toeschouwers: 12.000 Scheidsrechter: Kurt Röthlisberger (SUI) |
| 17 oktober EK 1992 kwalificatie № 426 «onderlinge duels» 19:30 uur (UTC+1) | Ian Rush 29' Dean Saunders 82' Mark Hughes 87' |       | 24' Bruno Versavel | Cardiff Arms Park, Cardiff Toeschouwers: 12.000 Scheidsrechter: Kurt Röthlisberger (SUI) |

|                                                                             |           |              |       |                                                                               |
| 14 november EK 1992 kwalificatie № 427 «onderlinge duels» 20:00 uur (UTC+1) | Luxemburg | 0 – 1        | Wales | Neie Stadion, Luxemburg Toeschouwers: 6.800 Scheidsrechter: Jiri Ulrich (TCH) |
| 14 november EK 1992 kwalificatie № 427 «onderlinge duels» 20:00 uur (UTC+1) |           | 16' Ian Rush |       | Neie Stadion, Luxemburg Toeschouwers: 6.800 Scheidsrechter: Jiri Ulrich (TCH) |

### 1991
|                                                                       |       |                                                |         |                                                                                         |
| 6 februari Vriendschappelijk № 428 «onderlinge duels» 19:30 uur (UTC) | Wales | 0 – 3                                          | Ierland | Racecourse Ground, Wrexham Toeschouwers: 9.168 Scheidsrechter: Frederick McKnight (NIR) |
| 6 februari Vriendschappelijk № 428 «onderlinge duels» 19:30 uur (UTC) |       | 23' Niall Quinn 66' Niall Quinn 86' John Byrne |         | Racecourse Ground, Wrexham Toeschouwers: 9.168 Scheidsrechter: Frederick McKnight (NIR) |

|                                                                          |                  |       |                   | |
| 27 maart EK 1992 kwalificatie № 429 «onderlinge duels» 20:00 uur (UTC+1) | België           | 1 – 1 | Wales             | Constant Vanden Stockstadion, Brussel Toeschouwers: 27.500 Scheidsrechter: Emilio Soriano Aladrén (ESP) |
| 27 maart EK 1992 kwalificatie № 429 «onderlinge duels» 20:00 uur (UTC+1) | Marc Degryse 48' |       | 60' Dean Saunders | Constant Vanden Stockstadion, Brussel Toeschouwers: 27.500 Scheidsrechter: Emilio Soriano Aladrén (ESP) |

|                                                                    |                       |       |         |                                                                               |
| 1 mei Vriendschappelijk № 430 «onderlinge duels» 19:30 uur (UTC+1) | Wales                 | 1 – 0 | IJsland | Ninian Park, Cardiff Toeschouwers: 3.656 Scheidsrechter: Andrew Ritchie (NIR) |
| 1 mei Vriendschappelijk № 430 «onderlinge duels» 19:30 uur (UTC+1) | Paul Bodin 35' (pen.) |       |         | Ninian Park, Cardiff Toeschouwers: 3.656 Scheidsrechter: Andrew Ritchie (NIR) |

|                                                                     |       |       |       |                                                                                 |
| 29 mei Vriendschappelijk № 431 «onderlinge duels» 16:30 uur (UTC+2) | Polen | 0 – 0 | Wales | Radomiak Radom, Radom Toeschouwers: 12.000 Scheidsrechter: Heinz Holzmann (AUT) |
| 29 mei Vriendschappelijk № 431 «onderlinge duels» 16:30 uur (UTC+2) |       |       |       | Radomiak Radom, Radom Toeschouwers: 12.000 Scheidsrechter: Heinz Holzmann (AUT) |

|                                                                        |              |       |           |                                                                                   |
| 5 juni EK 1992 kwalificatie № 432 «onderlinge duels» 19:15 uur (UTC+1) | Wales        | 1 – 0 | Duitsland | Cardiff Arms Park, Cardiff Toeschouwers: 38.000 Scheidsrechter: Bo Karlsson (SWE) |
| 5 juni EK 1992 kwalificatie № 432 «onderlinge duels» 19:15 uur (UTC+1) | Ian Rush 67' |       |           | Cardiff Arms Park, Cardiff Toeschouwers: 38.000 Scheidsrechter: Bo Karlsson (SWE) |

|                                                                           |                   |       |          |                                                                                              |
| 11 september Vriendschappelijk № 433 «onderlinge duels» 19:15 uur (UTC+1) | Wales             | 1 – 0 | Brazilië | Cardiff Arms Park, Cardiff Toeschouwers: 20.000 Scheidsrechter: Emilio Soriano Aladrén (ESP) |
| 11 september Vriendschappelijk № 433 «onderlinge duels» 19:15 uur (UTC+1) | Dean Saunders 58' |       |          | Cardiff Arms Park, Cardiff Toeschouwers: 20.000 Scheidsrechter: Emilio Soriano Aladrén (ESP) |

|                                                                            |                                                                          |       |                       |                                                                                   |
| 16 oktober EK 1992 kwalificatie № 434 «onderlinge duels» 20:15 uur (UTC+1) | Duitsland                                                                | 4 – 1 | Wales                 | Frankenstadion, Nuremberg Toeschouwers: 46.000 Scheidsrechter: Joël Quiniou (FRA) |
| 16 oktober EK 1992 kwalificatie № 434 «onderlinge duels» 20:15 uur (UTC+1) | Andreas Möller 34' Rudi Völler 39' Karl-Heinz Riedle 45' Thomas Doll 73' |       | 84' (pen.) Paul Bodin | Frankenstadion, Nuremberg Toeschouwers: 46.000 Scheidsrechter: Joël Quiniou (FRA) |

|                                                                           |                       |       |           |                                                                                   |
| 13 november EK 1992 kwalificatie № 435 «onderlinge duels» 19:30 uur (UTC) | Wales                 | 1 – 0 | Luxemburg | Cardiff Arms Park, Cardiff Toeschouwers: 23.000 Scheidsrechter: Sándor Puhl (HUN) |
| 13 november EK 1992 kwalificatie № 435 «onderlinge duels» 19:30 uur (UTC) | Paul Bodin 82' (pen.) |       |           | Cardiff Arms Park, Cardiff Toeschouwers: 23.000 Scheidsrechter: Sándor Puhl (HUN) |

### 1992
|                                                                        |         |                    |       |                                                                                            |
| 19 februari Vriendschappelijk № 436 «onderlinge duels» 14:30 uur (UTC) | Ierland | 0 – 1              | Wales | Royal Dublin Society, Dublin Toeschouwers: 15.100 Scheidsrechter: Serge Muhmenthaler (SUI) |
| 19 februari Vriendschappelijk № 436 «onderlinge duels» 14:30 uur (UTC) |         | 72' Mark Pembridge |       | Royal Dublin Society, Dublin Toeschouwers: 15.100 Scheidsrechter: Serge Muhmenthaler (SUI) |

|                                                                       |                  |       |                   |                                                                                |
| 29 april Vriendschappelijk № 437 «onderlinge duels» 19:30 uur (UTC+2) | Oostenrijk       | 1 – 1 | Wales             | Prater-Stadion, Wenen Toeschouwers: 53.000 Scheidsrechter: Sandór Piller (HUN) |
| 29 april Vriendschappelijk № 437 «onderlinge duels» 19:30 uur (UTC+2) | Michael Baur 58' |       | 83' Chris Coleman | Prater-Stadion, Wenen Toeschouwers: 53.000 Scheidsrechter: Sandór Piller (HUN) |

|                                                                        |                                                                                     |       |              |                                                                                   |
| 20 mei WK 1994 kwalificatie № 438 «onderlinge duels» 19:00 uur (UTC+3) | Roemenië                                                                            | 5 – 1 | Wales        | Ghenceastadion, Boekarest Toeschouwers: 25.000 Scheidsrechter: Fabio Baldas (ITA) |
| 20 mei WK 1994 kwalificatie № 438 «onderlinge duels» 19:00 uur (UTC+3) | Gheorghe Hagi 5' Ioan Lupescu 7' Ioan Lupescu 24' Gabi Balint 31' Gheorghe Hagi 35' |       | 52' Ian Rush | Ghenceastadion, Boekarest Toeschouwers: 25.000 Scheidsrechter: Fabio Baldas (ITA) |

|                                                                     |                                                                 |       |       |                                                                                   |
| 30 mei Vriendschappelijk № 439 «onderlinge duels» 20:00 uur (UTC+2) | Nederland                                                       | 4 – 0 | Wales | Stadion Galgenwaard, Utrecht Toeschouwers: 18.000 Scheidsrechter: Esa Palsi (FIN) |
| 30 mei Vriendschappelijk № 439 «onderlinge duels» 20:00 uur (UTC+2) | Bryan Roy 15' Marco van Basten 36' Aron Winter 73' Wim Jonk 83' |       |       | Stadion Galgenwaard, Utrecht Toeschouwers: 18.000 Scheidsrechter: Esa Palsi (FIN) |

|                                                |       |                       |            |                                                                                     |
| 3 juni Kirin Cup 1992 № 440 «onderlinge duels» | Wales | 0 – 1                 | Argentinië | Gifu Memorial Center, Gifu Toeschouwers: 31.000 Scheidsrechter: Kichiro Tachi (JPN) |
| 3 juni Kirin Cup 1992 № 440 «onderlinge duels» |       | 89' Gabriel Batistuta |            | Gifu Memorial Center, Gifu Toeschouwers: 31.000 Scheidsrechter: Kichiro Tachi (JPN) |

|                                                                  |       |                |       |                                                                                                |
| 7 juni Kirin Cup 1992 № 441 «onderlinge duels» 13:30 uur (UTC+9) | Japan | 0 – 1          | Wales | Ehime Sports Center, Matsuyama Toeschouwers: 30.000 Scheidsrechter: Samuel Chan Yam-Ming (HKG) |
| 7 juni Kirin Cup 1992 № 441 «onderlinge duels» 13:30 uur (UTC+9) |       | 40' Mark Bowen |       | Ehime Sports Center, Matsuyama Toeschouwers: 30.000 Scheidsrechter: Samuel Chan Yam-Ming (HKG) |

|                                                                             |                                                                                              |       |         |                                                                                     |
| 9 september WK 1994 kwalificatie № 442 «onderlinge duels» 19:30 uur (UTC+1) | Wales                                                                                        | 6 – 0 | Faeröer | Cardiff Arms Park, Cardiff Toeschouwers: 7.000 Scheidsrechter: Jorge Monteiro (POR) |
| 9 september WK 1994 kwalificatie № 442 «onderlinge duels» 19:30 uur (UTC+1) | Ian Rush 5' Dean Saunders 28' Mark Bowen 37' Ian Rush 64' Clayton Blackmore 71' Ian Rush 89' |       |         | Cardiff Arms Park, Cardiff Toeschouwers: 7.000 Scheidsrechter: Jorge Monteiro (POR) |

|                                                                            |       |                 |        |                                                                                  |
| 14 oktober WK 1994 kwalificatie № 443 «onderlinge duels» 18:00 uur (UTC+2) | Wales | 0 – 1           | Cyprus | Tsirionstadion, Limasol Toeschouwers: 12.000 Scheidsrechter: Laszló Vagner (HUN) |
| 14 oktober WK 1994 kwalificatie № 443 «onderlinge duels» 18:00 uur (UTC+2) |       | 51' Mark Hughes |        | Tsirionstadion, Limasol Toeschouwers: 12.000 Scheidsrechter: Laszló Vagner (HUN) |

|                                                                             |                                       |       |       |                                                                                                |
| 18 november WK 1994 kwalificatie № 444 «onderlinge duels» 19:30 uur (UTC+1) | België                                | 2 – 0 | Wales | Constant Vanden Stock Stadion, Brussel Toeschouwers: 21.000 Scheidsrechter: Jan Damgaard (DEN) |
| 18 november WK 1994 kwalificatie № 444 «onderlinge duels» 19:30 uur (UTC+1) | Lorenzo Staelens 53' Marc Degryse 58' |       |       | Constant Vanden Stock Stadion, Brussel Toeschouwers: 21.000 Scheidsrechter: Jan Damgaard (DEN) |

### 1993
|                                                                        |                                  |       |                 |                                                                          |
| 17 februari Vriendschappelijk № 445 «onderlinge duels» 19:30 uur (UTC) | Ierland                          | 2 – 1 | Wales           | Tolka Park, Dublin Toeschouwers: 9.500 Scheidsrechter: Bo Karlsson (SWE) |
| 17 februari Vriendschappelijk № 445 «onderlinge duels» 19:30 uur (UTC) | Kevin Sheedy 75' Tommy Coyne 80' |       | 18' Mark Hughes | Tolka Park, Dublin Toeschouwers: 9.500 Scheidsrechter: Bo Karlsson (SWE) |

|                                                                          |                             |       |        |                                                                                        |
| 31 maart WK 1994 kwalificatie № 446 «onderlinge duels» 19:30 uur (UTC+1) | Wales                       | 2 – 0 | België | Cardiff Arms Park, Cardiff Toeschouwers: 27.002 Scheidsrechter: Aron Schmidhuber (GER) |
| 31 maart WK 1994 kwalificatie № 446 «onderlinge duels» 19:30 uur (UTC+1) | Ryan Giggs 18' Ian Rush 39' |       |        | Cardiff Arms Park, Cardiff Toeschouwers: 27.002 Scheidsrechter: Aron Schmidhuber (GER) |

|                                                                          |                    |       |                 |                                                                                 |
| 28 april WK 1994 kwalificatie № 447 «onderlinge duels» 18:00 uur (UTC+2) | Tsjecho-Slowakije  | 1 – 1 | Wales           | Bazaly Stadion, Ostrava Toeschouwers: 16.000 Scheidsrechter: Joël Quiniou (FRA) |
| 28 april WK 1994 kwalificatie № 447 «onderlinge duels» 18:00 uur (UTC+2) | Radoslav Látal 41' |       | 31' Mark Hughes | Bazaly Stadion, Ostrava Toeschouwers: 16.000 Scheidsrechter: Joël Quiniou (FRA) |

|                                                                        |         |                                               |       |                                                                            |
| 6 juni WK 1994 kwalificatie № 448 «onderlinge duels» 15:00 uur (UTC+1) | Faeröer | 0 – 3                                         | Wales | Svangaskarð, Toftir Toeschouwers: 4.209 Scheidsrechter: Vadzim Zjoek (BLR) |
| 6 juni WK 1994 kwalificatie № 448 «onderlinge duels» 15:00 uur (UTC+1) |         | 22' Dean Saunders 31' Eric Young 69' Ian Rush |       | Svangaskarð, Toftir Toeschouwers: 4.209 Scheidsrechter: Vadzim Zjoek (BLR) |

|                                                                             |                             |       |                                   |                                                                                            |
| 8 september WK 1994 kwalificatie № 449 «onderlinge duels» 19:30 uur (UTC+1) | Wales                       | 2 – 2 | Tsjecho-Slowakije                 | Cardiff Arms Park, Cardiff Toeschouwers: 37.358 Scheidsrechter: Juan Ansuategui Roca (ESP) |
| 8 september WK 1994 kwalificatie № 449 «onderlinge duels» 19:30 uur (UTC+1) | Ryan Giggs 21' Ian Rush 35' |       | 16' Pavel Kuka 67' Peter Dubovský | Cardiff Arms Park, Cardiff Toeschouwers: 37.358 Scheidsrechter: Juan Ansuategui Roca (ESP) |

|                                                                            |                                |       |        |                                                                                  |
| 13 oktober WK 1994 kwalificatie № 450 «onderlinge duels» 19:30 uur (UTC+1) | Wales                          | 2 – 0 | Cyprus | Cardiff Arms Park, Cardiff Toeschouwers: 10.000 Scheidsrechter: Philip Don (ENG) |
| 13 oktober WK 1994 kwalificatie № 450 «onderlinge duels» 19:30 uur (UTC+1) | Dean Saunders 70' Ian Rush 86' |       |        | Cardiff Arms Park, Cardiff Toeschouwers: 10.000 Scheidsrechter: Philip Don (ENG) |

|                                                                           |                   |       |                                        |                                                                                          |
| 17 november WK 1994 kwalificatie № 451 «onderlinge duels» 19:15 uur (UTC) | Wales             | 1 – 2 | Roemenië                               | Cardiff Arms Park, Cardiff Toeschouwers: 35.344 Scheidsrechter: Kurt Röthlisberger (SUI) |
| 17 november WK 1994 kwalificatie № 451 «onderlinge duels» 19:15 uur (UTC) | Dean Saunders 60' |       | 32' Gheorghe Hagi 83' Florin Răducioiu | Cardiff Arms Park, Cardiff Toeschouwers: 35.344 Scheidsrechter: Kurt Röthlisberger (SUI) |

### 1994
|                                                                    |                   |       |                                                        |                                                                                  |
| 9 maart Vriendschappelijk № 452 «onderlinge duels» 19:30 uur (UTC) | Wales             | 1 – 3 | Noorwegen                                              | Cardiff Arms Park, Cardiff Toeschouwers: 10.000 Scheidsrechter: John Ferry (NIR) |
| 9 maart Vriendschappelijk № 452 «onderlinge duels» 19:30 uur (UTC) | Chris Coleman 90' |       | 6' Jostein Flo 50' Erik Mykland 51' Jahn Ivar Jakobsen | Cardiff Arms Park, Cardiff Toeschouwers: 10.000 Scheidsrechter: John Ferry (NIR) |

|                                                     |       |                                     |        |                                                                                     |
| 20 april Vriendschappelijk № 453 «onderlinge duels» | Wales | 0 – 2                               | Zweden | Racecourse Ground, Wrexham Toeschouwers: 4.694 Scheidsrechter: Brendan Shorte (IRL) |
| 20 april Vriendschappelijk № 453 «onderlinge duels» |       | 83' Henrik Larsson 90' Tomas Brolin |        | Racecourse Ground, Wrexham Toeschouwers: 4.694 Scheidsrechter: Brendan Shorte (IRL) |

|                                                                     |                 |       |                                 |                                                                                 |
| 23 mei Vriendschappelijk № 454 «onderlinge duels» 19:00 uur (UTC+3) | Estland         | 1 – 2 | Wales                           | Kadriorustadion, Tallinn Toeschouwers: 3.500 Scheidsrechter: Roman Lajuks (LAT) |
| 23 mei Vriendschappelijk № 454 «onderlinge duels» 19:00 uur (UTC+3) | Martin Reim 86' |       | 56' Ian Rush 83' David Phillips | Kadriorustadion, Tallinn Toeschouwers: 3.500 Scheidsrechter: Roman Lajuks (LAT) |

|                                                                             |                                 |       |         |                                                                                      |
| 7 september EK 1996 kwalificatie № 455 «onderlinge duels» 19:30 uur (UTC+1) | Wales                           | 2 – 0 | Albanië | Cardiff Arms Park, Cardiff Toeschouwers: 15.791 Scheidsrechter: Gianni Beschin (ITA) |
| 7 september EK 1996 kwalificatie № 455 «onderlinge duels» 19:30 uur (UTC+1) | Chris Coleman 9' Ryan Giggs 67' |       |         | Cardiff Arms Park, Cardiff Toeschouwers: 15.791 Scheidsrechter: Gianni Beschin (ITA) |

|                                                                            |                                                          |       |                                |                                                                                      |
| 12 oktober EK 1996 kwalificatie № 456 «onderlinge duels» 19:00 uur (UTC+2) | Moldavië                                                 | 3 – 2 | Wales                          | Stadionul Republican, Chisinau Toeschouwers: 18.000 Scheidsrechter: István Vad (HUN) |
| 12 oktober EK 1996 kwalificatie № 456 «onderlinge duels» 19:00 uur (UTC+2) | Serghei Belous 8' Serghei Secu 20' Valeriu Pogorelov 78' |       | 6' Gary Speed 70' Nathan Blake | Stadionul Republican, Chisinau Toeschouwers: 18.000 Scheidsrechter: István Vad (HUN) |

|                                                                             | |       |       |                                                                               |
| 16 november EK 1996 kwalificatie № 457 «onderlinge duels» 14:00 uur (UTC+4) | Georgië | 5 – 0 | Wales | Dinamo Stadion, Tbilisi Toeschouwers: 45.000 Scheidsrechter: Alain Sars (FRA) |
| 16 november EK 1996 kwalificatie № 457 «onderlinge duels» 14:00 uur (UTC+4) | Temoeri Ketsbaia 29' Giorgi Kinkladze 39' Temoeri Ketsbaia 48' Gotsja Gogritsjiani 58' Sjota Arveladze 65' |       |       | Dinamo Stadion, Tbilisi Toeschouwers: 45.000 Scheidsrechter: Alain Sars (FRA) |

|                                                                           |       |                                                             |           |                                                                                    |
| 14 december EK 1996 kwalificatie № 458 «onderlinge duels» 19:30 uur (UTC) | Wales | 0 – 3                                                       | Bulgarije | Cardiff Arms Park, Cardiff Toeschouwers: 20.000 Scheidsrechter: Leif Sundell (SWE) |
| 14 december EK 1996 kwalificatie № 458 «onderlinge duels» 19:30 uur (UTC) |       | 5' Trifon Ivanov 15' Emil Kostadinov 51' Christo Stoitsjkov |           | Cardiff Arms Park, Cardiff Toeschouwers: 20.000 Scheidsrechter: Leif Sundell (SWE) |

### 1995
|                                                                          |                                                                |       |                   |                                                                                                |
| 29 maart EK 1996 kwalificatie № 459 «onderlinge duels» 19:00 uur (UTC+3) | Bulgarije                                                      | 3 – 1 | Wales             | Vasil Levski Nationaal Stadion, Sofia Toeschouwers: 70.000 Scheidsrechter: Michel Piraux (BEL) |
| 29 maart EK 1996 kwalificatie № 459 «onderlinge duels» 19:00 uur (UTC+3) | Krasimir Balakov 37' Ljoeboslav Penev 70' Ljoeboslav Penev 82' |       | 84' Dean Saunders | Vasil Levski Nationaal Stadion, Sofia Toeschouwers: 70.000 Scheidsrechter: Michel Piraux (BEL) |

|                                                                          |                    |       |                  |                                                                                  |
| 26 april EK 1996 kwalificatie № 460 «onderlinge duels» 19:45 uur (UTC+2) | Duitsland          | 1 – 1 | Wales            | Rheinstadion, Düsseldorf Toeschouwers: 43.461 Scheidsrechter: José Encinar (ESP) |
| 26 april EK 1996 kwalificatie № 460 «onderlinge duels» 19:45 uur (UTC+2) | Heiko Herrlich 42' |       | 8' Dean Saunders | Rheinstadion, Düsseldorf Toeschouwers: 43.461 Scheidsrechter: José Encinar (ESP) |

|                                                                        |       |                      |         |                                                                                 |
| 7 juni EK 1996 kwalificatie № 461 «onderlinge duels» 19:30 uur (UTC+1) | Wales | 0 – 1                | Georgië | Cardiff Arms Park, Cardiff Toeschouwers: 8.241 Scheidsrechter: Ilkka Koho (FIN) |
| 7 juni EK 1996 kwalificatie № 461 «onderlinge duels» 19:30 uur (UTC+1) |       | 73' Giorgi Kinkladze |         | Cardiff Arms Park, Cardiff Toeschouwers: 8.241 Scheidsrechter: Ilkka Koho (FIN) |

|                                                                             |                |       |          |                                                                                         |
| 6 september EK 1996 kwalificatie № 462 «onderlinge duels» 19:30 uur (UTC+1) | Wales          | 1 – 0 | Moldavië | Cardiff Arms Park, Cardiff Toeschouwers: 6.721 Scheidsrechter: Gylfi Thor Orrason (ISL) |
| 6 september EK 1996 kwalificatie № 462 «onderlinge duels» 19:30 uur (UTC+1) | Gary Speed 55' |       |          | Cardiff Arms Park, Cardiff Toeschouwers: 6.721 Scheidsrechter: Gylfi Thor Orrason (ISL) |

|                                                                          |                |       |                                               |                                                                                       |
| 11 oktober EK 1996 kwalificatie № 463 «onderlinge duels» 19:30 uur (UTC) | Wales          | 1 – 2 | Duitsland                                     | Cardiff Arms Park, Cardiff Toeschouwers: 27.000 Scheidsrechter: Ion Crăciunescu (ROU) |
| 11 oktober EK 1996 kwalificatie № 463 «onderlinge duels» 19:30 uur (UTC) | Kit Symons 79' |       | 75' (e.d.) Andy Melville 81' Jürgen Klinsmann | Cardiff Arms Park, Cardiff Toeschouwers: 27.000 Scheidsrechter: Ion Crăciunescu (ROU) |

|                                                                             |                        |       |                    |                                                                                   |
| 15 november EK 1996 kwalificatie № 464 «onderlinge duels» 14:00 uur (UTC+1) | Albanië                | 1 – 1 | Wales              | Qemal Stafastadion, Tirana Toeschouwers: 5.500 Scheidsrechter: David Suheil (ISR) |
| 15 november EK 1996 kwalificatie № 464 «onderlinge duels» 14:00 uur (UTC+1) | Sokol Kushta 5' (pen.) |       | 43' Mark Pembridge | Qemal Stafastadion, Tirana Toeschouwers: 5.500 Scheidsrechter: David Suheil (ISR) |

### 1996
|                                                                         |                                                                        |       |       |                                                                                       |
| 24 januari Vriendschappelijk № 465 «onderlinge duels» 20:30 uur (UTC+1) | Italië                                                                 | 3 – 0 | Wales | Stadio Libero Liberati, Terni Toeschouwers: 16.095 Scheidsrechter: Guy Goethals (BEL) |
| 24 januari Vriendschappelijk № 465 «onderlinge duels» 20:30 uur (UTC+1) | Alessandro Del Piero 1' Fabrizio Ravanelli 50' Pierluigi Casiraghi 77' |       |       | Stadio Libero Liberati, Terni Toeschouwers: 16.095 Scheidsrechter: Guy Goethals (BEL) |

|                                                                       |                                                        |       |       |                                                                                       |
| 24 april Vriendschappelijk № 466 «onderlinge duels» 20:15 uur (UTC+2) | Zwitserland                                            | 2 – 0 | Wales | Stadio di Cornaredo, Lugano Toeschouwers: 8.500 Scheidsrechter: Loris Stafoggia (ITA) |
| 24 april Vriendschappelijk № 466 «onderlinge duels» 20:15 uur (UTC+2) | Chris Coleman 32' (e.d.) Kubilay Türkyilmaz 42' (pen.) |       |       | Stadio di Cornaredo, Lugano Toeschouwers: 8.500 Scheidsrechter: Loris Stafoggia (ITA) |

|                                                                        |            |                                                                                       |       |                                                                                    |
| 2 juni WK 1998 kwalificatie № 467 «onderlinge duels» 20:30 uur (UTC+2) | San Marino | 0 – 5                                                                                 | Wales | Stadio Olimpico, Serravalle Toeschouwers: 1.613 Scheidsrechter: Ľuboš Micheľ (SVK) |
| 2 juni WK 1998 kwalificatie № 467 «onderlinge duels» 20:30 uur (UTC+2) |            | 22' Andrew Melville 32' Mark Hughes 42' Mark Hughes 50' Ryan Giggs 85' Mark Pembridge |       | Stadio Olimpico, Serravalle Toeschouwers: 1.613 Scheidsrechter: Ľuboš Micheľ (SVK) |

|                                                                             | |       |            |                                                                                   |
| 31 augustus WK 1998 kwalificatie № 468 «onderlinge duels» 15:00 uur (UTC+1) | Wales | 6 – 0 | San Marino | Cardiff Arms Park, Cardiff Toeschouwers: 15.150 Scheidsrechter: Alain Hamer (LUX) |
| 31 augustus WK 1998 kwalificatie № 468 «onderlinge duels» 15:00 uur (UTC+1) | Dean Saunders 1' Mark Hughes 25' Andrew Melville 34' John Robinson 45' Mark Hughes 54' Dean Saunders 74' |       |            | Cardiff Arms Park, Cardiff Toeschouwers: 15.150 Scheidsrechter: Alain Hamer (LUX) |

|                                                                           |                   |       |                                                                      |                                                                                           |
| 5 oktober WK 1998 kwalificatie № 469 «onderlinge duels» 19:00 uur (UTC+1) | Wales             | 1 – 3 | Nederland                                                            | Cardiff Arms Park, Cardiff Toeschouwers: 38.000 Scheidsrechter: Antonio López Nieto (ESP) |
| 5 oktober WK 1998 kwalificatie № 469 «onderlinge duels» 19:00 uur (UTC+1) | Dean Saunders 18' |       | 72' Pierre van Hooijdonk 75' Pierre van Hooijdonk 80' Ronald de Boer | Cardiff Arms Park, Cardiff Toeschouwers: 38.000 Scheidsrechter: Antonio López Nieto (ESP) |

|                                                                            | |       |                   |                                                                                          |
| 9 november WK 1998 kwalificatie № 470 «onderlinge duels» 20:00 uur (UTC+1) | Nederland | 7 – 1 | Wales             | Philips Stadion, Eindhoven Toeschouwers: 26.210 Scheidsrechter: Vítor Melo Pereira (POR) |
| 9 november WK 1998 kwalificatie № 470 «onderlinge duels» 20:00 uur (UTC+1) | Dennis Bergkamp 22' Ronald de Boer 33' Wim Jonk 34' Frank de Boer 45' Phillip Cocu 62' Dennis Bergkamp 73' Dennis Bergkamp 79' |       | 40' Dean Saunders | Philips Stadion, Eindhoven Toeschouwers: 26.210 Scheidsrechter: Vítor Melo Pereira (POR) |

|                                                                           |       |       |         |                                                                                 |
| 14 december WK 1998 kwalificatie № 471 «onderlinge duels» 15:00 uur (UTC) | Wales | 0 – 0 | Turkije | Cardiff Arms Park, Cardiff Toeschouwers: 12.500 Scheidsrechter: Aron Huzu (ROM) |
| 14 december WK 1998 kwalificatie № 471 «onderlinge duels» 15:00 uur (UTC) |       |       |         | Cardiff Arms Park, Cardiff Toeschouwers: 12.500 Scheidsrechter: Aron Huzu (ROM) |

### 1997
|                                                                        |       |       |         |                                                                                    |
| 11 februari Vriendschappelijk № 472 «onderlinge duels» 19:30 uur (UTC) | Wales | 0 – 0 | Ierland | Cardiff Arms Park, Cardiff Toeschouwers: 7.000 Scheidsrechter: William Young (SCO) |
| 11 februari Vriendschappelijk № 472 «onderlinge duels» 19:30 uur (UTC) |       |       |         | Cardiff Arms Park, Cardiff Toeschouwers: 7.000 Scheidsrechter: William Young (SCO) |

|                                                                        |                |       |                                          |                                                                                          |
| 29 maart WK 1998 kwalificatie № 473 «onderlinge duels» 19:00 uur (UTC) | Wales          | 1 – 2 | België                                   | Cardiff Arms Park, Cardiff Toeschouwers: 14.650 Scheidsrechter: Christer Fällström (SWE) |
| 29 maart WK 1998 kwalificatie № 473 «onderlinge duels» 19:00 uur (UTC) | Gary Speed 67' |       | 21' Bernard Crasson 44' Lorenzo Staelens | Cardiff Arms Park, Cardiff Toeschouwers: 14.650 Scheidsrechter: Christer Fällström (SWE) |

|                                                                     |           |                  |       |                                                                              |
| 27 mei Vriendschappelijk № 474 «onderlinge duels» 20:00 uur (UTC+1) | Schotland | 0 – 1            | Wales | Rugby Park, Kilmarnock Toeschouwers: 8.000 Scheidsrechter: Alan Snoddy (NIR) |
| 27 mei Vriendschappelijk № 474 «onderlinge duels» 20:00 uur (UTC+1) |           | 46' John Hartson |       | Rugby Park, Kilmarnock Toeschouwers: 8.000 Scheidsrechter: Alan Snoddy (NIR) |

|                                                                             |                                                                                               |       |                                                                          |                                                                                          |
| 20 augustus WK 1998 kwalificatie № 475 «onderlinge duels» 20:30 uur (UTC+3) | Turkije                                                                                       | 6 – 4 | Wales                                                                    | Ali Sami Yenstadion, Istanbul Toeschouwers: 25.000 Scheidsrechter: Marek Kowalczyk (POL) |
| 20 augustus WK 1998 kwalificatie № 475 «onderlinge duels» 20:30 uur (UTC+3) | Hakan Şükür 5' Saffet Akyüz 8' Hakan Şükür 37' Oguz Çetin 61' Hakan Şükür 77' Hakan Şükür 82' |       | 18' Nathan Blake 20' Robert Savage 32' Dean Saunders 52' Andrew Melville | Ali Sami Yenstadion, Istanbul Toeschouwers: 25.000 Scheidsrechter: Marek Kowalczyk (POL) |

|                                                                            |                                                                |       |                                          |                                                                                                |
| 11 oktober WK 1998 kwalificatie № 476 «onderlinge duels» 20:00 uur (UTC+2) | België                                                         | 3 – 2 | Wales                                    | Koning Boudewijnstadion, Brussel Toeschouwers: 33.000 Scheidsrechter: Vítor Melo Pereira (POR) |
| 11 oktober WK 1998 kwalificatie № 476 «onderlinge duels» 20:00 uur (UTC+2) | Lorenzo Staelens 5' (pen.) Gert Claessens 33' Marc Wilmots 40' |       | 53' (pen.) Mark Pembridge 62' Ryan Giggs | Koning Boudewijnstadion, Brussel Toeschouwers: 33.000 Scheidsrechter: Vítor Melo Pereira (POR) |

|                                                                          |                                   |       |       |                                                                                              |
| 11 november Vriendschappelijk № 477 «onderlinge duels» 21:40 uur (UTC−1) | Brazilië                          | 3 – 0 | Wales | Estadio Mané Garrincha, Brasilia Toeschouwers: 30.000 Scheidsrechter: Javier Castrilli (ARG) |
| 11 november Vriendschappelijk № 477 «onderlinge duels» 21:40 uur (UTC−1) | Zinho 32' Rivaldo 37' Rodrigo 50' |       |       | Estadio Mané Garrincha, Brasilia Toeschouwers: 30.000 Scheidsrechter: Javier Castrilli (ARG) |

### 1998
|                                                                     |       |       |         |                                                                              |
| 25 maart Vriendschappelijk № 478 «onderlinge duels» 19:00 uur (UTC) | Wales | 0 – 0 | Jamaica | Ninian Park, Cardiff Toeschouwers: 13.349 Scheidsrechter: Steve Dougal (SCO) |
| 25 maart Vriendschappelijk № 478 «onderlinge duels» 19:00 uur (UTC) |       |       |         | Ninian Park, Cardiff Toeschouwers: 13.349 Scheidsrechter: Steve Dougal (SCO) |

|                                                                     |       |                                                              |       |                                                                                        |
| 4 juni Vriendschappelijk № 479 «onderlinge duels» 20:30 uur (UTC+2) | Malta | 0 – 3                                                        | Wales | Ta' Qalistadion, Ta' Qali Toeschouwers: 3.000 Scheidsrechter: Pasquale Rodomonti (ITA) |
| 4 juni Vriendschappelijk № 479 «onderlinge duels» 20:30 uur (UTC+2) |       | 25' Craig Bellamy 65' John Hartson 77' (pen.) Mark Pembridge |       | Ta' Qalistadion, Ta' Qali Toeschouwers: 3.000 Scheidsrechter: Pasquale Rodomonti (ITA) |

|                                                   |                                                                                 |       |       |                                                                                               |
| 6 juni Vriendschappelijk № 480 «onderlinge duels» | Tunesië                                                                         | 4 – 0 | Wales | Stade Olympique d'El Menzah, Tunis Toeschouwers: 80.000 Scheidsrechter: Mourad Ben Dadi (ALG) |
| 6 juni Vriendschappelijk № 480 «onderlinge duels» | Imed Ben Younes 18' Khaled Badra 28' Sabri Jaballah 68' Khaled Badra 83' (pen.) |       |       | Stade Olympique d'El Menzah, Tunis Toeschouwers: 80.000 Scheidsrechter: Mourad Ben Dadi (ALG) |

|                                                                             |       |                                     |        |                                                                           |
| 5 september EK 2000 kwalificatie № 481 «onderlinge duels» 19:45 uur (UTC+1) | Wales | 0 – 2                               | Italië | Anfield, Liverpool Toeschouwers: 23.160 Scheidsrechter: Terje Hauge (NOR) |
| 5 september EK 2000 kwalificatie № 481 «onderlinge duels» 19:45 uur (UTC+1) |       | 19' Diego Fuser 77' Christian Vieri |        | Anfield, Liverpool Toeschouwers: 23.160 Scheidsrechter: Terje Hauge (NOR) |

|                                                                            |                       |       |                                       |                                                                             |
| 10 oktober EK 2000 kwalificatie № 482 «onderlinge duels» 19:15 uur (UTC+2) | Denemarken            | 1 – 2 | Wales                                 | Parken, Kopenhagen Toeschouwers: 36.009 Scheidsrechter: Sándor Piller (HUN) |
| 10 oktober EK 2000 kwalificatie № 482 «onderlinge duels» 19:15 uur (UTC+2) | Søren Frederiksen 58' |       | 59' Adrian Williams 86' Craig Bellamy | Parken, Kopenhagen Toeschouwers: 36.009 Scheidsrechter: Sándor Piller (HUN) |

|                                                                            |                                                    |       |                                            |                                                                                 |
| 14 oktober EK 2000 kwalificatie № 483 «onderlinge duels» 19:30 uur (UTC+1) | Wales                                              | 3 – 2 | Wit-Rusland                                | Ninian Park, Cardiff Toeschouwers: 11.975 Scheidsrechter: Lawrence Sammut (MLT) |
| 14 oktober EK 2000 kwalificatie № 483 «onderlinge duels» 19:30 uur (UTC+1) | John Robinson 15' Chris Coleman 55' Kit Symons 80' |       | 22' Sergej Goerenko 50' Valentin Belkevich | Ninian Park, Cardiff Toeschouwers: 11.975 Scheidsrechter: Lawrence Sammut (MLT) |

### 1999
|                                                                          |                                              |       |       |                                                                             |
| 31 maart EK 2000 kwalificatie № 484 «onderlinge duels» 20:15 uur (UTC+2) | Zwitserland                                  | 2 – 0 | Wales | Letzigrund, Zürich Toeschouwers: 13.500 Scheidsrechter: Miroslav Liba (CZE) |
| 31 maart EK 2000 kwalificatie № 484 «onderlinge duels» 20:15 uur (UTC+2) | Stéphane Chapuisat 4' Stéphane Chapuisat 70' |       |       | Letzigrund, Zürich Toeschouwers: 13.500 Scheidsrechter: Miroslav Liba (CZE) |

|                                                                        |                                                                            |       |       |                                                                                            |
| 5 juni EK 2000 kwalificatie № 485 «onderlinge duels» 20:45 uur (UTC+2) | Italië                                                                     | 4 – 0 | Wales | Stadio Renato Dall'Ara, Bologna Toeschouwers: 12.392 Scheidsrechter: Edgar Steinborn (GER) |
| 5 juni EK 2000 kwalificatie № 485 «onderlinge duels» 20:45 uur (UTC+2) | Christian Vieri 7' Filippo Inzaghi 37' Paolo Maldini 40' Enrico Chiesa 89' |       |       | Stadio Renato Dall'Ara, Bologna Toeschouwers: 12.392 Scheidsrechter: Edgar Steinborn (GER) |

|                                                                        |       |                                               |            |                                                                            |
| 9 juni EK 2000 kwalificatie № 486 «onderlinge duels» 19:30 uur (UTC+1) | Wales | 0 – 2                                         | Denemarken | Anfield, Liverpool Toeschouwers: 11.000 Scheidsrechter: Amand Ancion (BEL) |
| 9 juni EK 2000 kwalificatie № 486 «onderlinge duels» 19:30 uur (UTC+1) |       | 84' Jon Dahl Tomasson 89' (pen.) Stig Tøfting |            | Anfield, Liverpool Toeschouwers: 11.000 Scheidsrechter: Amand Ancion (BEL) |

|                                                                             |                     |       |                                  |                                                                                    |
| 4 september EK 2000 kwalificatie № 487 «onderlinge duels» 18:00 uur (UTC+3) | Wit-Rusland         | 1 – 2 | Wales                            | Dinamostadion, Minsk Toeschouwers: 25.000 Scheidsrechter: Tom Henning Øvrebo (NOR) |
| 4 september EK 2000 kwalificatie № 487 «onderlinge duels» 18:00 uur (UTC+3) | Vassili Baranov 20' |       | 42' Dean Saunders 86' Ryan Giggs | Dinamostadion, Minsk Toeschouwers: 25.000 Scheidsrechter: Tom Henning Øvrebo (NOR) |

|                                                                           |       |                                        |             |                                                                                         |
| 9 oktober EK 2000 kwalificatie № 488 «onderlinge duels» 19:30 uur (UTC+1) | Wales | 0 – 2                                  | Zwitserland | Racecourse Ground, Wrexham Toeschouwers: 5.064 Scheidsrechter: Spiridon Papadakos (GRE) |
| 9 oktober EK 2000 kwalificatie № 488 «onderlinge duels» 19:30 uur (UTC+1) |       | 16' Alexandre Rey 59' Patrick Bühlmann |             | Racecourse Ground, Wrexham Toeschouwers: 5.064 Scheidsrechter: Spiridon Papadakos (GRE) |

FAW · A-internationals · Bondscoaches · Statistieken · Welsh vrouwenelftal · Brits olympisch elftal · Wales U21 · Wales U20 · Wales U19 · Wales U18 · Wales U17 · Wales U16
1876 – 1899 ·
1900 – 1919 ·
1920 – 1929 ·
1930 – 1939 ·
1940 – 1949 ·
1950 – 1959 ·
1960 – 1969 ·
1970 – 1979 ·
1980 – 1989 ·
1990 – 1999 ·
2000 – 2009 ·
2010 – 2019 ·
2020 − 2029
EK 2016 · 
EK 2020
WK 1958
1876 · 
1877 · 
1878 · 
1879 · 
1880 · 
1881 · 
1882 · 
1883 · 
1884 · 
1885 · 
1886 · 
1887 · 
1888 · 
1889 · 
1890 · 
1891 · 
1892 · 
1893 · 
1894 · 
1895 · 
1896 · 
1897 · 
1898 · 
1899 · 
1900 · 
1901 · 
1902 · 
1903 · 
1904 · 
1905 · 
1906 · 
1907 · 
1908 · 
1909 · 
1910 · 
1911 · 
1912 · 
1913 · 
1914 · 
1915 · 1916 · 1917 · 1918 · 1919 · 
1920 · 
1921 · 
1922 · 
1923 · 
1924 · 
1925 · 
1926 · 
1927 · 
1928 · 
1929 · 
1930 · 
1931 · 
1932 · 
1933 · 
1934 · 
1935 · 
1936 · 
1937 · 
1938 · 
1939 · 
1940 · 1941 · 1942 · 1943 · 1944 · 1945 · 
1946 · 
1947 · 
1948 · 
1949 · 
1950 · 
1952 · 
1952 · 
1953 · 
1954 · 
1955 · 
1956 · 
1957 · 
1958 · 
1959 · 
1960 · 
1961 · 
1962 · 
1963 · 
1964 · 
1965 · 
1966 · 
1967 · 
1968 · 
1969 · 
1970 · 
1971 · 
1972 · 
1973 · 
1974 · 
1975 · 
1976 · 
1977 · 
1978 · 
1979 · 
1980 · 
1981 · 
1982 · 
1983 · 
1984 · 
1985 · 
1986 · 
1987 · 
1988 · 
1989 · 
1990 · 
1991 · 
1992 · 
1993 · 
1994 · 
1995 · 
1996 · 
1997 · 
1998 · 
1999 · 
2000 · 
2001 · 
2002 · 
2003 · 
2004 · 
2005 · 
2006 · 
2007 · 
2008 · 
2009 · 
2010 · 
2011 · 
2012 · 
2013 · 
2014 · 
2015 · 
2016 · 
2017 ·
2018 ·
2019 ·
2020 ·
2021 ·
2022 ·
2023
Albanië ·
Andorra ·
Argentinië ·
Armenië ·
Australië ·
Azerbeidzjan ·
België ·
Bosnië en Herzegovina ·
Brazilië ·
Bulgarije ·
Canada ·
Chili ·
China ·
Costa Rica ·
Cyprus ·
DDR ·
Denemarken ·
Duitsland ·
Engeland ·
Estland ·
Faeröer ·
Finland ·
Frankrijk ·
Georgië ·
Gibraltar ·
Griekenland ·
Hongarije ·
Ierland ·
IJsland ·
Iran ·
Israël ·
Italië ·
Jamaica ·
Japan ·
Joegoslavië ·
Kazachstan ·
Koeweit ·
Kroatië ·
Letland ·
Liechtenstein ·
Luxemburg ·
Malta ·
Mexico ·
Moldavië ·
Montenegro ·
Nederland ·
Nieuw-Zeeland ·
Noord-Ierland ·
Noord-Macedonië ·
Noorwegen ·
Oekraïne ·
Oostenrijk ·
Panama ·
Paraguay ·
Polen ·
Portugal · 
Qatar ·
Roemenië ·
Rusland ·
San Marino ·
Saoedi-Arabië ·
Schotland ·
Servië ·
Servië en Montenegro ·
Slovenië ·
Slowakije ·
Sovjet-Unie ·
Spanje ·
Trinidad & Tobago ·
Tsjechië ·
Tsjecho-Slowakije ·
Tunesië ·
Turkije ·
Uruguay ·
Verenigde Staten ·
Wit-Rusland ·
Zuid-Korea ·
Zweden ·
Zwitserland
Engeland (2016) · 
Denemarken (2021) · 
Italië (2021) · 
Rusland (2016) ·
Slowakije (2016) · 
Turkije (2021) · 
Zwitserland (2021)
CONMEBOL: Bolivia · Chili  · Colombia · Ecuador · Uruguay · Venezuela

UEFA: Albanië · Andorra · Armenië · Azerbeidzjan · België · Bosnië en Herzegovina · Bulgarije · Cyprus · Denemarken · Duitsland · Engeland · Estland · Faeröer · Finland · Frankrijk · Georgië · Griekenland · Hongarije · IJsland · Ierland · Israël · Italië · Joegoslavië · Kroatië · Letland · Liechtenstein · Litouwen · Luxemburg · Malta · Moldavië · Nederland · Noord-Ierland · Noord-Macedonië · Noorwegen · Oekraïne · Oostenrijk · Polen · Portugal · Roemenië · Rusland · San Marino · Schotland · Slovenië · Slowakije · Sovjet-Unie ·  Spanje · Tsjechië · Tsjecho-Slowakije · Turkije · Wales · Wit-Rusland · Zweden · Zwitserland

AFC: Kazachstan

CAF: Madagaskar

CONCACAF: Belize · Canada